# マインド・ゲームス (ジョン・レノンの曲)
「マインド・ゲームス」(英語: Mind Games)は、ジョン・レノンの3作目となるアルバム『マインド・ゲームス』のタイトル曲。
前作の『イマジン』のタイトル・ナンバーは、「想像してごらん、すべての人々が平和に暮らしていると」という反戦のメッセージ・ソングとして知られているが、この曲ではそれをさらに推し進めており、「冒頭で遮る壁を取り払って愛の種を蒔こう」、「愛という名の花を咲かせよう」、「高らかに愛と平和を歌い上げよう、そのためには心（＝マインド・）のゲリラとなって心の遊戯（＝マインド・ゲームス）をし続けよう」と呼びかける。
イントロから全編を通して聞かれる、3音からなるストリングス風の印象的なリフは、ジョンによるスライドギターの多重録音。
エンディングで聞かれる「みんな争うな、愛し合うんだ。前にも言わなかったかい？」というコーラスは、この曲が「メイク・ラヴ・ノット・ウォー」というタイトルで発表される予定だった名残。レノンによると、そのタイトルで1970年頃デモ録音していたが「はっきりした内容がなかったのでうまく出来なかった」との理由でボツにし、その後歌詞を書き換えた(1981プレイボーイ誌インタビュー）。レノンが、「ハウ・ドゥ・ユー・スリープ?」のレコーディング中に「メイク・ラヴ・ノット・ウォー」を日本語で何と言うかオノ・ヨーコに質問している様子が、DVD「ギミ・サム・トゥルース」で確認できる。
この曲は、同アルバム唯一のシングル曲として発表された（B面は「ミート・シティ」）。自身初の英米同時シングル曲となったが、米国ビルボード・英国ニュー・ミュージカル・エキスプレスのチャートではトップ3位に入れなかった。

## クレジット
- ジョン・レノン - リード・ボーカル、ギター、スライドギター、クラビネット、チューブラーベル
- ケン・アッシャー - ハモンドオルガン、メロトロン
- デヴィッド・スピノザ - ギター
- ゴードン・エドワーズ - ベース
- ジム・ケルトナー - ドラムス